# August Momberger
August „Bubi” Momberger (ur. 26 czerwca 1905 roku w Wiesbaden, zm. 22 grudnia 1969 roku w Ronco-Gruppaldo) – niemiecki kierowca wyścigowy.

## Kariera
Momberger startował w wyścigach samochodowych głównie w latach 20. w wyścigach Grand Prix korzystając z samochodu Mercedes-Benz, a w latach 1927-1928 także Bugatti. Po przerwie, do samochodu powrócił w sezonie 1934, kiedy został kierowcą rezerwowym Auto Union. Dwukrotnie stanął na podium. W Avusrennen stanął na najniższym stopniu podium, a w Grand Prix Szwajcarii był drugi.